# Anisonychus melanopterus
Anisonychus melanopterus is een keversoort uit de familie bladrolkevers (Attelabidae). De wetenschappelijke naam van de soort werd in 1819 gepubliceerd door Wiedeman.